# Alasraja
Alasraja is een bestuurslaag in het regentschap Bangkalan van de provincie Oost-Java, Indonesië. Alasraja telt 4650 inwoners (volkstelling 2010).